# 이사키오스 1세 콤니노스
이사키오스 1세 콤니노스(그리스어: Ισαάκιος Α΄ Κομνηνός, 1005년 경 - 1061년)는 1057년부터 1059년까지 비잔티움 황제였다.
이사키오스는 바실리오스 2세의 충실한 신하였던 마누엘 콤니노스의 아들로 바실리우스는 마누엘의 유언에 따라 이사키오스를 잘 양육하였고 유능한 군인이 되었다. 이사키오스는 아나톨리아에서 장군으로 복무하다가 1057년 미하일 6세에 대한 반란에 가담했고 군사 귀족들은 이사키오스를 새로운 황제로 추대했다. 이사키오스는 1057년 6월 8일 자신의 영지인 파플라고니아를 떠나 서쪽으로 진군했고 8월 20일 미하일의 군대를 만나 대승을 거두었다. 당황한 미하일은 이사키오스를 부제로 임명하고 다른 후계자를 두지 않는다는 조건으로 이사키오스와 협상을 벌이던중 콘스탄티노폴리스 총대주교 미하일 케룰라리오스에 의해 실각하고 말았다.
1057년 9월 1일 이사키오스는 시민들의 환대를 받으며 새로운 황제로 즉위했다. 이사키오스는 강인한 군인 정신으로 제국의 복구를 위해 힘썼으며 군대를 개혁하고 군대에 대한 재정 지원을 늘리려고 하였다. 그는 총대주교 케룰라리오스와 충돌을 빚었는데 케룰라리오스는 자신이 이사키오스를 황제로 만든 것처럼 행동했고 〈콘스탄티노스의 기증〉을 들먹거리며 황제를 좌지우지 하려고 했다. 1058년 이사키오스는 총대주교에게 사임을 요구했으나 거절당하자 그를 체포하여 하고 말았다. 이 조치로 인해 그는 교회와 시민들의 지지를 잃고 말았으며 군대만이 그의 지지 세력이었다.
정력적으로 일을 추진하던 이사키오스는 1059년 마자르족과 페체네그인에 대한 원정을 벌였고 승리했다. 그러나 그해 늦가을 사냥에 나섰다가 열병에 걸렸고 건강이 급속히 악화되어 스스로 황제의 지위에서 물러났다. 그는 물러나기전 콘스탄티노스 두카스를 후계자로 임명했다.
이사키오스는 병이 나았으나 수도원으로 은퇴하여 죽을 때까지 2년 동안 수도사로 지내다가 조용히 죽었다.